# Alexander Eibner
Alexander Eibner (* 11. September 1862 in München; † 1. Mai 1935 ebenda) war ein deutscher Chemiker und Malereitechnologe. Er gilt als Altmeister der maltechnischen Forschung und Lehre.

## Leben
Alexander Eibner, Sohn des Architekturmalers Friedrich Eibner, studierte Chemie an der Technischen Hochschule München und wurde dort Assistent von Wilhelm von Miller. 1892 wurde er promoviert, 1894 habilitiert und beschäftigte sich mit Forschungen auf dem Gebiet der aromatischen Chemie. 1903 wechselte er als Assistent von Gustav Schultz an die dort neu gegründete Versuchsanstalt und Auskunftsstelle für Maltechnik an der Ecke Luisen-/Gabelsbergerstraße, die er ab 1908 leitete. Er gehörte der Deutschen Gesellschaft für rationelle Malverfahren an. Er und der Kunsthistoriker Walter Gräff, mit dem er zusammenarbeitete, trugen 1930 in Rom auf einer Fachkonferenz zur naturwissenschaftlichen Untersuchung und Konservierung von Kunstobjekten vor. Nach dem Tod Eibners wurde die Versuchsanstalt aufgelöst.

## Grabstätte

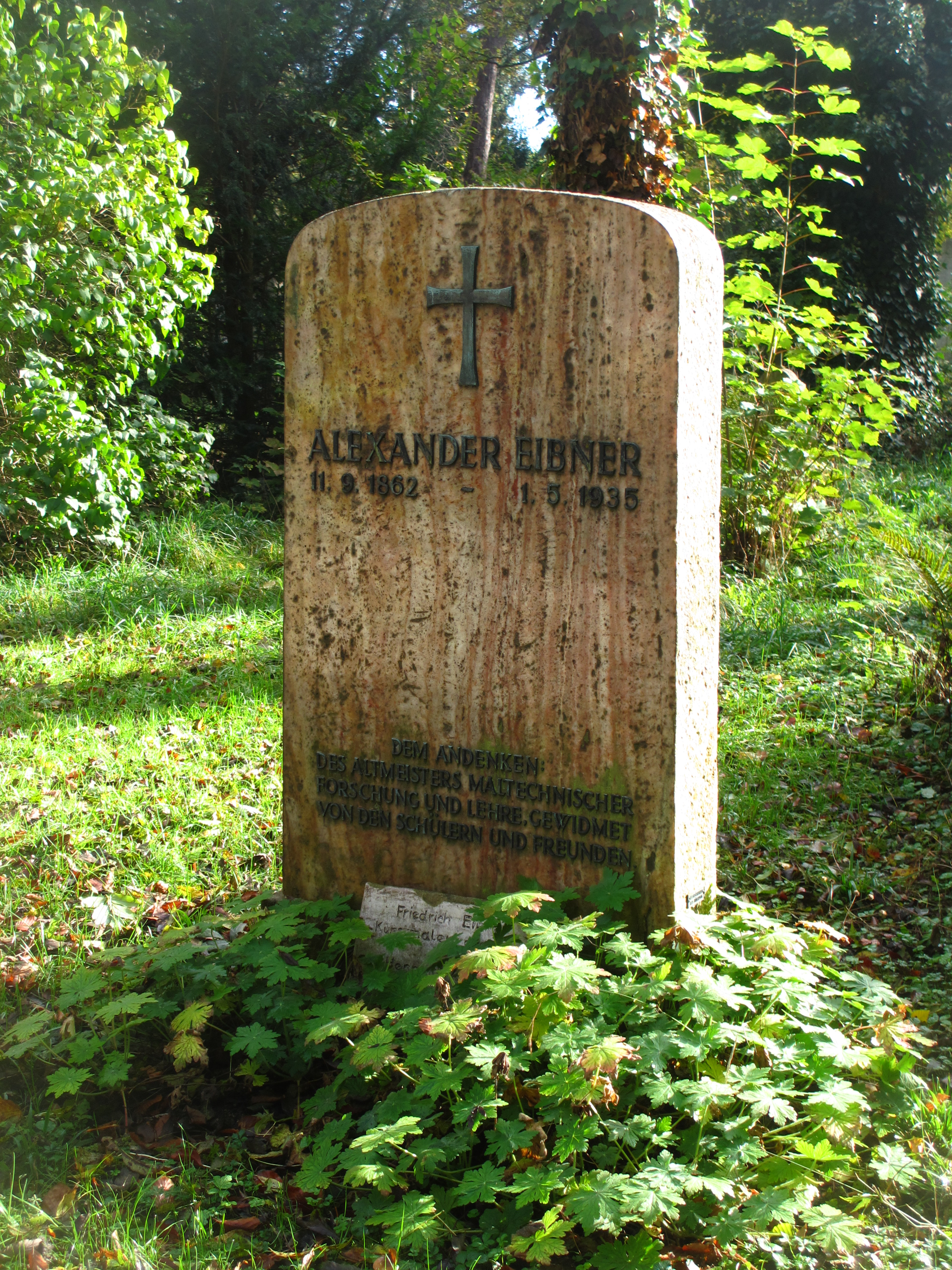
Grab von Alexander Eibner auf dem Alten Südlichen Friedhof in München

Die Grabstätte von Alexander Eibner befindet sich auf dem Alten Südlichen Friedhof in München (Gräberfeld 41 – Reihe 13 – Platz 24) Standort. In dem Grab liegt auch sein Vater Friedrich Eibner (1825–1877).